# Список персонажей мультсериала «Приключения Джеки Чана»
«Приключения Джеки Чана» (англ. Jackie Chan Adventures) — анимационный телевизионный сериал, созданный в США.

## Главные персонажи
| Имя                   | Возраст  | Описание |
| --------------------- | -------- | --- |
| Джеки Чан             | 37       | Ещё в детстве Джеки переехал из Гонконга в Сан-Франциско к своему дяде, чтобы тот обучил его боевым искусствам. Джеки ходил в ту же школу, в которую сейчас ходит Джейд. Когда Джеки вырос, он стал археологом и продолжил жить в Сан-Франциско вместе со своим дядей. В ранние годы Джеки встретил Августуса Блэка и подружился с ним. Но вскоре они разошлись и не встречались около шести лет. Однажды к Джеки из Гонконга приехала его племянница Джейд, чтобы поучиться у него хорошим манерам. Позже в магазин антиквариата к Джеки пришли некие Финн, Ратсо и Чоу, хотевшие приобрести щит, который Джеки нашел в храме. Однако их интересовал не сам щит, а талисман, находившийся внутри него. После драки на детской площадке его нашли сотрудники «Сектора 13» и, усыпив его, повезли в штаб «Сектора 13». В том же фургоне он вновь встретил Августуса Блэка, который к тому времени стал начальником секретного отдела «Сектор 13». Как оказалось позже, талисман наделён магическими свойствами, а люди, собирающиеся купить его — бандиты из крупной преступной группировки «Рука тьмы». Таким образом, после посвящения Джеки в дела организации, он стал внештатным сотрудником «Сектора 13». Теперь он должен разыскать все 12 талисманов, устранить злобных демонов и многое другое. Его навыки в боевых искусствах пригодятся ему. Его фраза в несчастных случаях — «Плохой день, плохой день!». |
|                       |          | |
| Джейд Чан             | 10       | Джейд Чан — племянница Джеки. Она родилась и выросла в Гонконге. Однако, из-за её непослушного характера, её успеваемость в школе снизилась, поэтому она была отправлена в Сан-Франциско, чтобы дядя научил её хорошим манерам. Сначала Джейд никто не замечал. К счастью, она быстро приспособилась к новым родственникам и к новому месту жительства. Вскоре после этого она познакомилась с «Сектором 13», где завела много друзей. Джейд также является лидером и создателем «Отряда Чана». У неё хорошо развиты боевые искусства, а также ловкость и смелость. В заключительной серии Капитан Блэк решил, что Джейд способна для работы в «Секторе 13». В двух эпизодах Джейд сталкивалась со своей версией в будущем (80, 93). Будущая Джейд уже руководит «Сектором 13» и также ловит Драгго в будущем. В 32 серии выяснилось, что Джейд является воплощением Избранного. |
|                       |          | |
| Дядя Чан              | 68       | Владеет антикварным магазином (ранее продавал пластинки) и является Мастером Светлого Чи, чему его обучил мастер магии Чи-Фонг. Будучи ребёнком он играл в опере «Семь маленьких детей». Кроме того, он владеет боевыми искусствами, впоследствии обучив ими и Джеки в детстве. После того, как он состарился, дядя перестал использовать боевые искусства из-за нехватки сил. Но благодаря талисману Собаки, дающему бессмертие, дядя стал очень силен (10). Тору зовет его «сенсей», а все остальные — дядя. Он дядя для Джеки и двоюродный дед для Джейд. Он часто использует своё любимое заклинание: «Иу моквай ква:й фа:й тэй чау» (妖魔鬼怪快哋走), что означает «Злые демоны и злые духи, уйдите вон!» (на кантонском диалекте). Ещё одно из любимых заклинаний — это «дор эхо ки минь яху». Также часто использует рыбу-ёж и ящерицу, которые могут указать путь к Тёмному Чи и победить Клан теней. Любимый напиток — чай. Когда Джеки или Тору что-то неправильно понимают, дядя щёлкает их по голове пальцами. В редких сериях он выражает — «И ещё кое-что!». В одной из серий, когда приезжает мать Тору, с которой дядя всё время ссорится, в большинстве случаев, из-за Тору, та называет его «козлом» или «козлиной бородой». |
| Капитан Августус Блэк | 41       | Августус Блэк — лучший друг Джеки и руководитель секретной организации «Сектор 13». Когда преступный синдикат «Рука Тьмы» стал охотиться за талисманами Шендю, Капитан Блэк уговорил Джеки войти в это дело, но по разным обстоятельствам в дело также вмешались Дядя и Джейд. Также Блэк помогает всем главным протагонистам по делам во всём мультсериале. Первоначально Капитан Блэк не верил в магию, но вскоре, когда увидел Шендю своими глазами, изменил своё мнение. Блэк также фанат Джеймса Бонда и Элвиса Пресли. Капитан Блэк родился 27 октября 1959, что даёт его возраст в 41 год в начале сериала. |
| р                     |          | |
| Эль Торо Фуэртэ       | Около 40 | Эль Торо Фуэртэ — мексиканский лучадор, который гордится тем, что почти никогда не снимает маску. В одно время преступный синдикат «Рука Тьмы» стал охотиться за ним из-за талисмана яка в маске Эль Торо. Талисман же даровал безграничную силу, благодаря которой Эль Торо никогда не проигрывал. Впоследствии отказался от талисмана, чтобы доказать, что силен и без него, когда к нему на помощь пришёл Джеки, и вместе они разобрались с преступниками. Вскоре Джейд записала Эль Торо в качестве участника «Команды Джейд». |